# Calostephane
Calostephane là một chi thực vật có hoa trong họ Cúc (Asteraceae).

## Loài
Chi Calostephane gồm các loài: